# Grgur Golubić
Grgur Golubić (en serbio: Гргур Голубић fl. 1347-1361) fue un noble serbio que sirvió a los emperadores Esteban Dušan y Esteban Uroš V como césar. 

## Biografía
Grgur fue el segundo hijo del sebastocrátor Branko Mladenović, gobernador de Ohrid bajo el emperador Esteban Dušan. Su hermano mayor fue Nikola Radonja y su hermano menor fue Vuk Branković. Su primo era el magnate Nicolás Altomanović, cuya madre Ratoslava era la tía paterna de Grgur. Su abuelo fue el vaivoda Mladen, quien sirvió a los reyes Esteban Milutin y Esteban Dečanski, y se menciona que gobernó Trebinje y Dračevica en 1323. Grgur fue mencionado por primera vez en marzo de 1347, como césar, en una carta del papa Inocencio VI al emperador Dušan. Grgur se menciona en cartas escritas por Dušan que datan de 1348-1354 del Monasterio de los Santos Arcángeles en Prizren, que apuntan a que Grgur tenía una región alrededor de Prizren. Grgur y el obispo Grigorije de Devol fundaron el monasterio de Zaum (Iglesia de la Santa Virgen Zaumska, Bogorodica Zahumska) en el lago Ohrid cerca de Zaum, al que llevó el culto de la Virgen de Zahumlia (de ahí su nombre). Un Grgur gobernó el oblast (provincia) de Polog, en lo que hoy es el noroeste de Macedonia del Norte, pero no está claro si se trata del mismo Grgur o de algún otro noble desconocido.